# Maiolica di Pavia

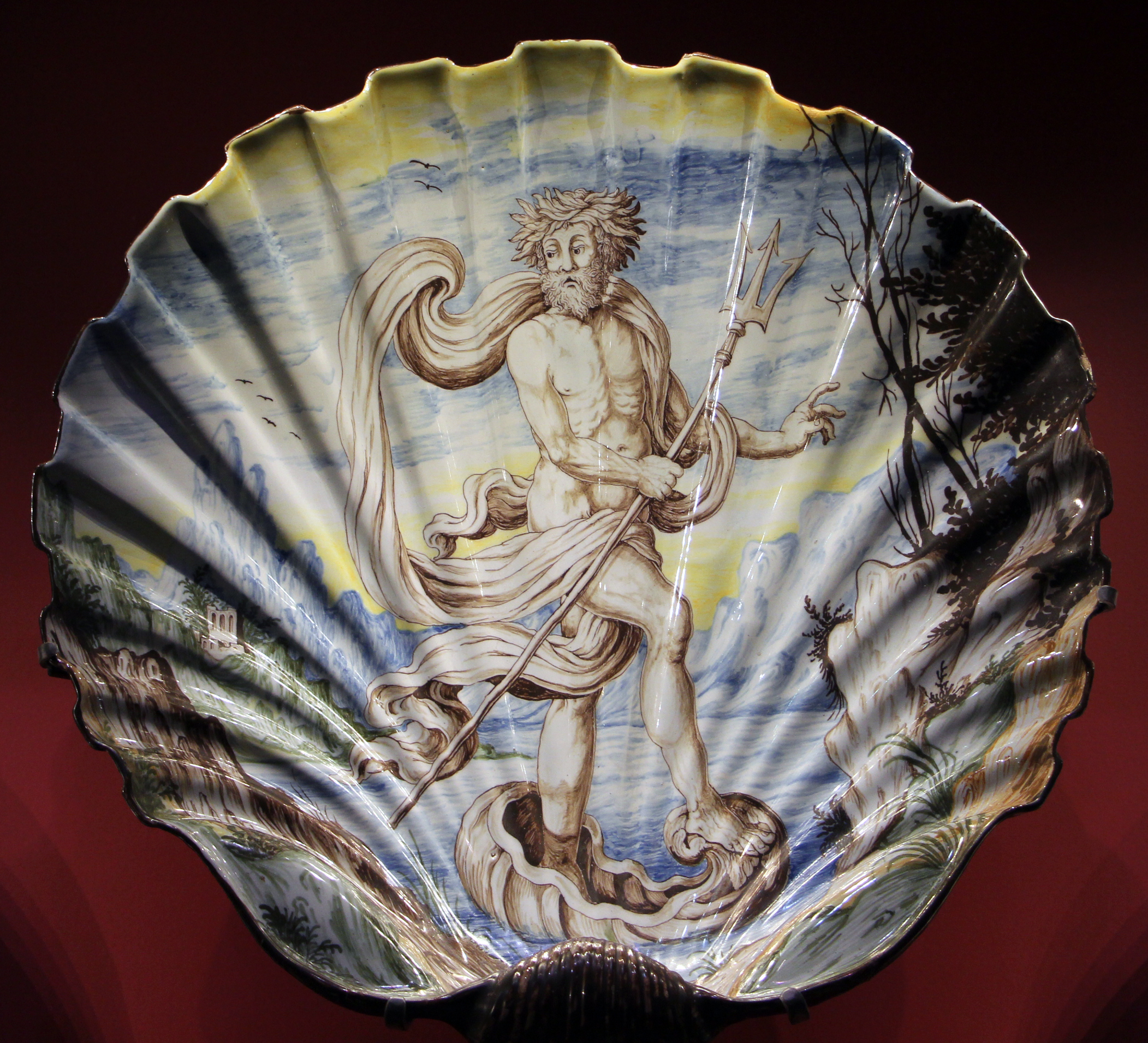
Grande bacile a forma di conchiglia, attribuito ad Antonio Siro Africa, 1690-1700 circa.

Pur avendo alle spalle una lunga tradizione nella produzione di laterizi e ceramiche, la maiolica si sviluppò a Pavia solo nel tardo Cinquecento e conobbe particolare fioritura tra Sei e Settecento.

## Storia

### Dalle origini al XVI secolo

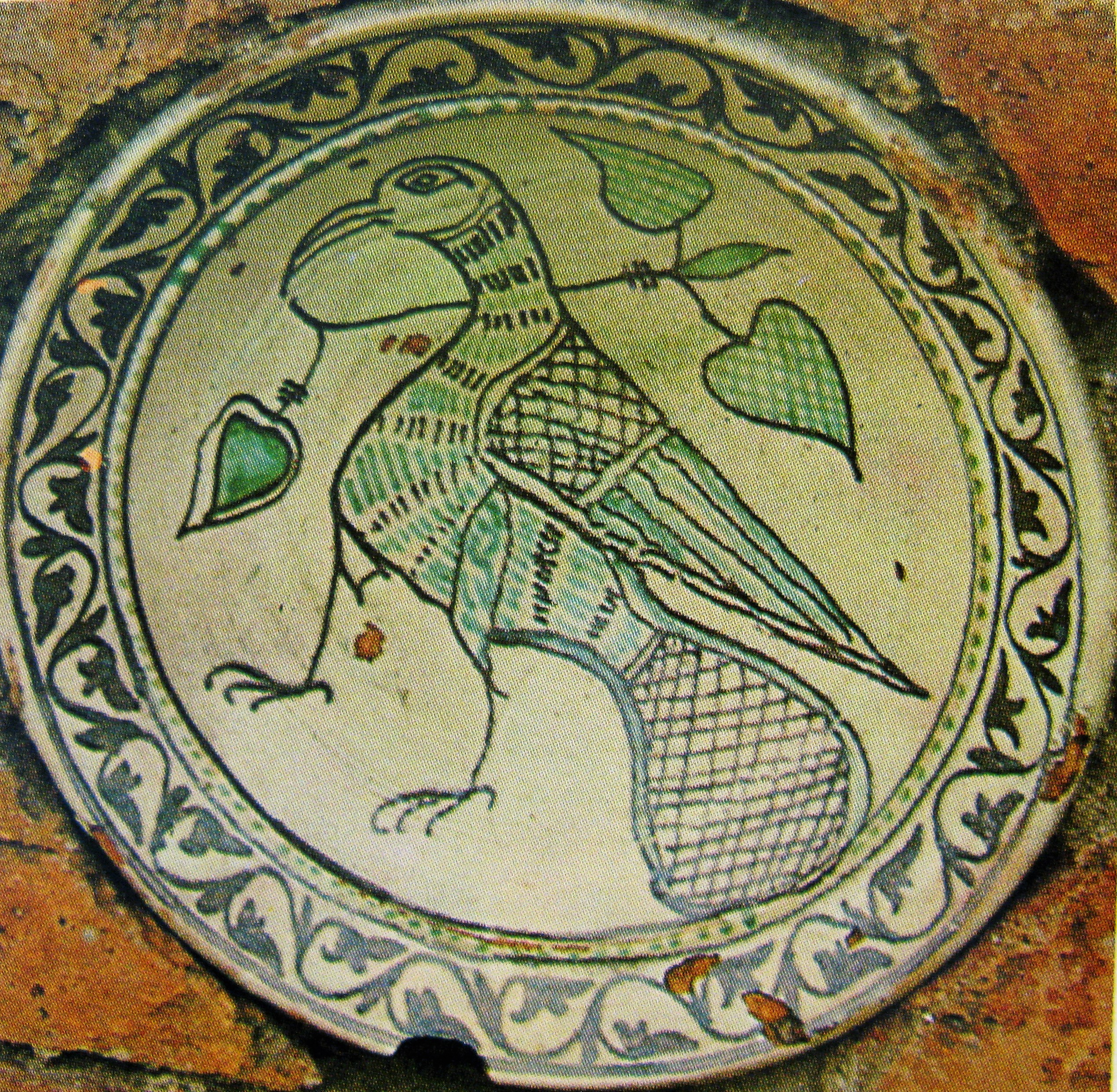
Bacino in maiolica locale inserito nella facciata della chiesa di San Lanfranco (metà XIII sec.).

La produzione ceramica nel territorio pavese ha origini antiche, si sono infatti trovati reperti archeologici risalenti a epoca preistorica, mentre in età romana è documentata la produzione di ceramiche, statuette fittili e terra sigillata e recenti scavi hanno evidenziato la presenza in città (capitale del regno longobardo) di esempi di ceramica stampigliata longobarda probabilmente prodotti in loco. Manifatture destinate alla produzione di laterizi e ceramiche sono documentate anche successivamente. I mattoni smaltati monocromi bianchi, blu e verdi, risalenti al XII secolo, che decoravano la facciata della chiesa di Santa Maria del Popolo (ora conservati nei musei Civici) sono la più antica testimonianza dell’uso di smalto stannifero nell’occidente cristiano, anche se probabilmente furono realizzati da artigiani provenienti da altre aree del Mediterraneo. Grande influenza sulla produzione della ceramica ebbero i bacini smaltati provenienti dal mediterraneo islamico e bizantino importati in città tra il XI e XIII secolo, che ancor oggi sono inseriti, come decoro architettonico, nelle facciate di molte chiese e edifici urbani, come San Michele, San Pietro in Ciel d’Oro, San Teodoro o Porta Nuova. Nella prima metà del Duecento Pavia, insieme a Pisa, Bologna e Savona, fu uno dei primi centri dell’Italia centro-settentrionale dove furono prodotte maioliche arcaiche, alcune delle quali sono ancor oggi murate nella facciata della chiesa di San Lanfranco. Tuttavia, tra Tre e Quattrocento, la produzione di maiolica non conobbe uno sviluppo significativo, mentre vasta rimase la produzione di laterizi per decorazioni architettoniche in cotto e in città vennero prodotte, come in altri centri dell’Italia settentrionale, ceramiche graffite e ingobbiate (molto diffuse tra la seconda metà del XIV secolo e i primi decenni del Seicento). Testimonianza di tali manifatture ci giungono anche da fonti cronachistiche e documentarie: Opicino de’ Canistris, intorno al 1330, menziona la presenza a Pavia di numerosi maestri vasai, mentre altri sono attestati nel XV secolo, come Giacomo Saba nel 1431 e Giorgio Andreoli pochi decenni dopo. Solo nella seconda metà del Cinquecento si insediarono in città maiolicari provenienti da altri centri dando così origine alla produzione della moderna maiolica pavese. 

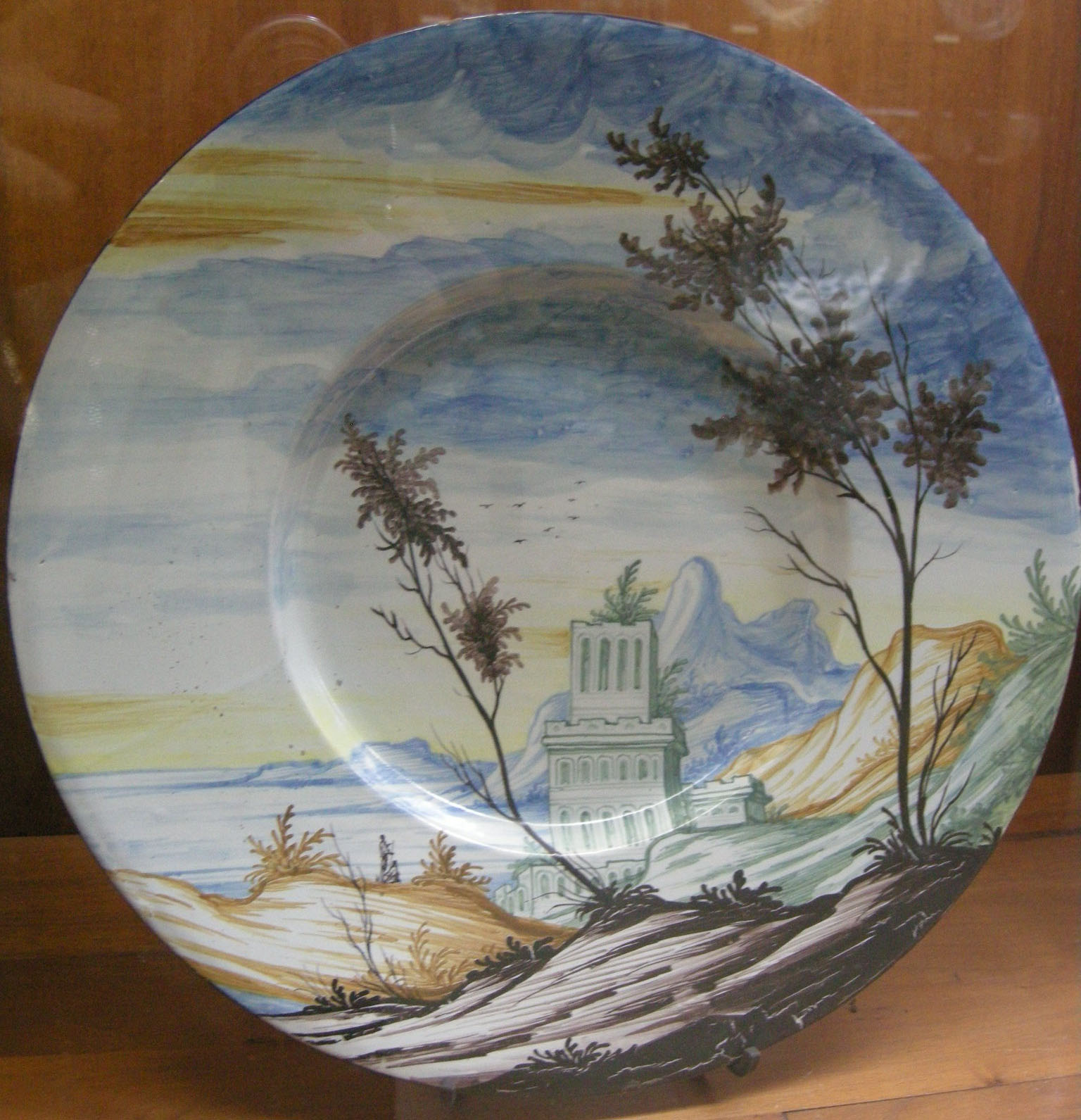
Scodella, attribuita ad Antonio Siro Africa, 1685-1710 circa

### Dal XVI al XIX secolo

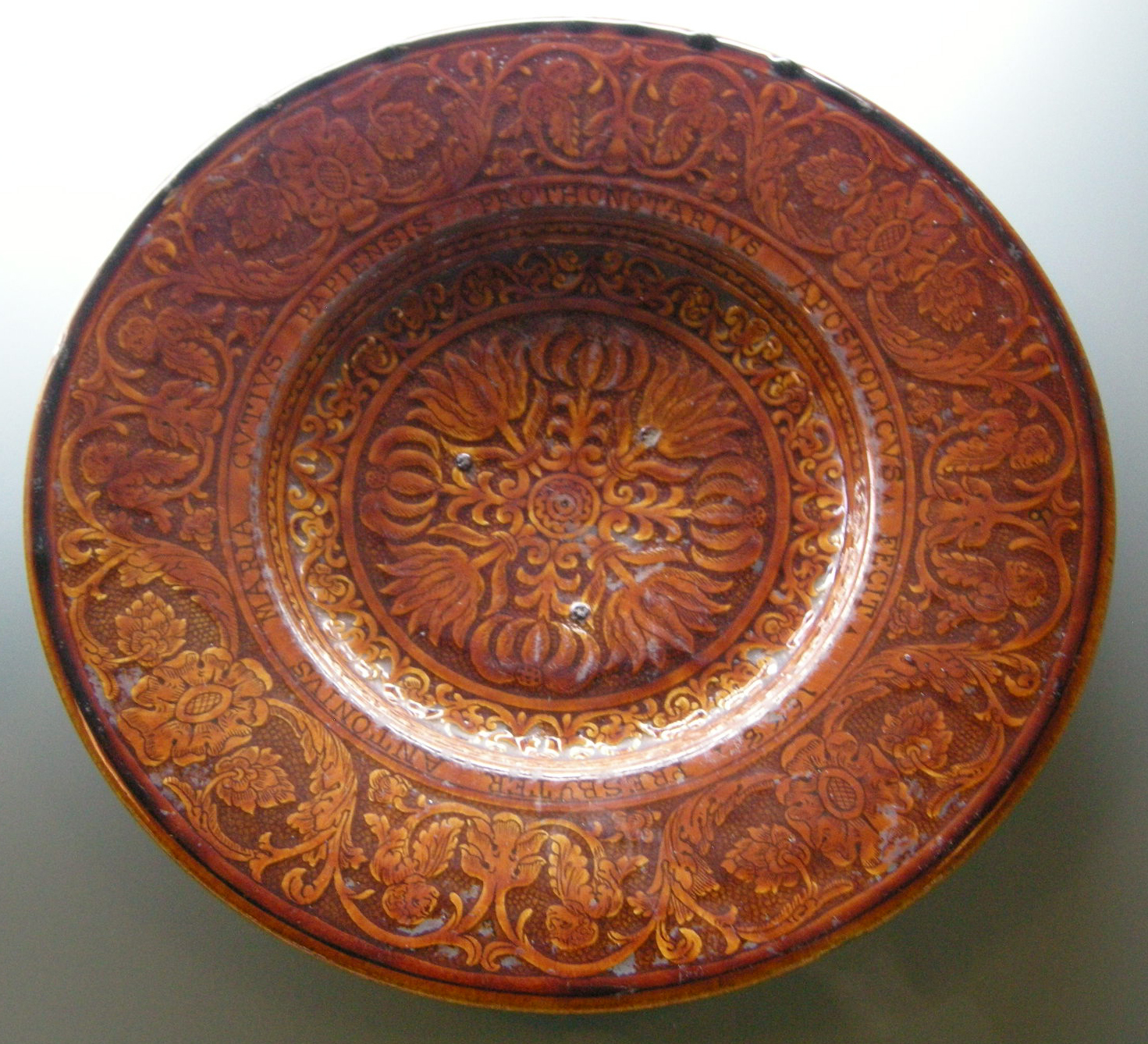
Grande piatto graffito, Antonio Maria Cuzio.

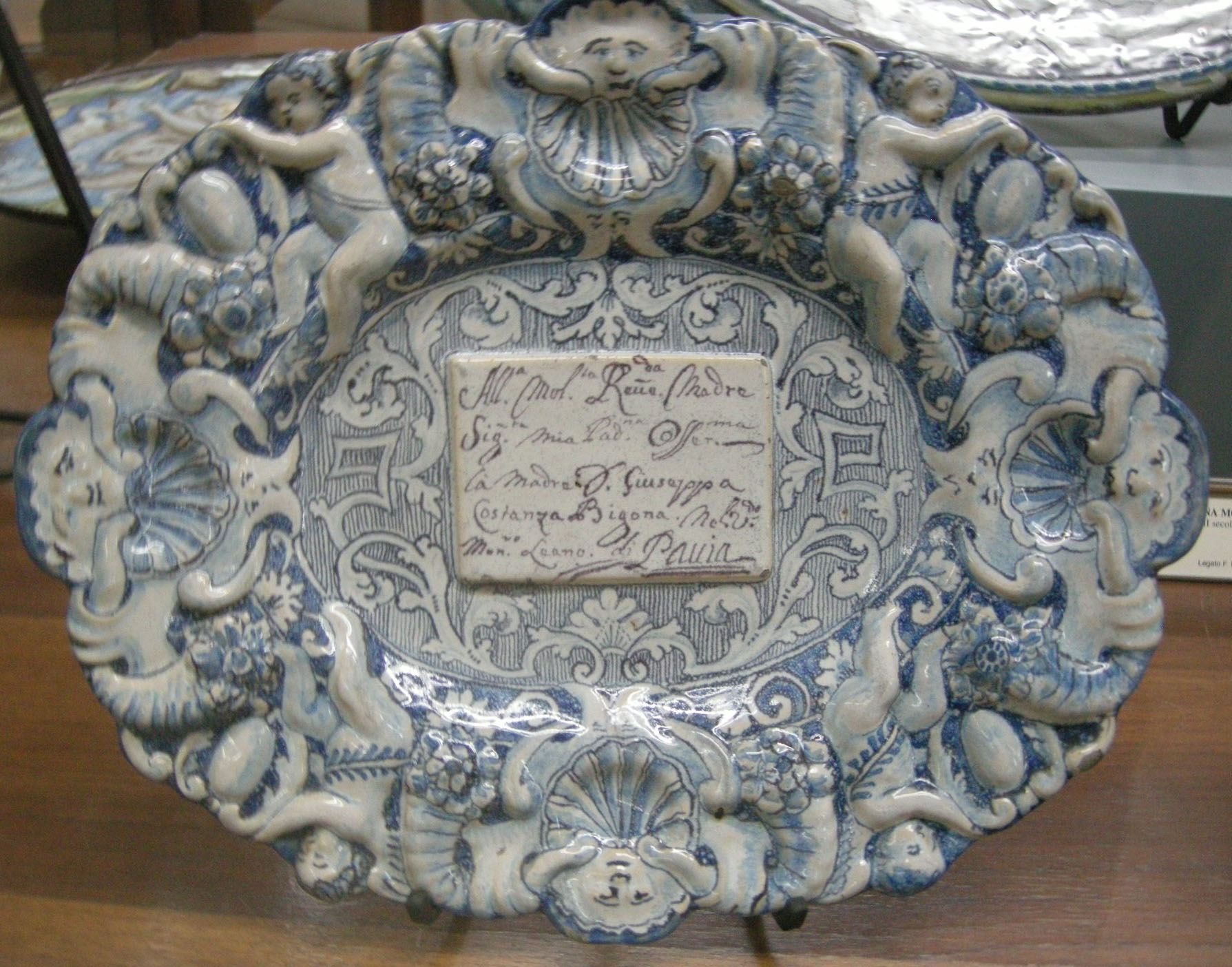
Vassoio ellittico, prima metà del XVIII secolo.

Nel 1565 si stabilì a Pavia il maestro maiolicaro Giovanni Antonio da Savona, mentre nel 1568 giunse un certo Tommaso da Faenza, seguiti, negli anni successivi, da altri artigiani (come il bergamasco Antonio Dusi che nel 1609 ottenne dal comune la possibilità di produrre in città maioliche di stile faentino) soprattutto provenienti da Savona/Albisola e Faenza, i quali portarono a Pavia le loro tradizioni stilistiche che, fondendosi, influenzarono la nascente maiolica locale. Non a caso a Pavia vennero prodotte sia maioliche compendiarie e bianchi simili ai prodotti faentini che una vasta gamma di tipologie, come quelle calligrafiche o a tappezzeria, analoghe alle maioliche liguri. La comodità dei trasporti fluviali, tramite i quali giungeva in città l’argilla dalla vicina Stradella, materia prima per la maiolica, e la presenza di numerose fornaci, spinsero, tra Sei e Settecento, altri maestri a insediarsi in città, come il faentino Scipione Tamburino, proprietario di una fornace nel 1634, o gli albisolesi Corradi (operativi anche a Nevers e Torino) e Grosso e Giovan Battista Rossetti, attivo per un breve periodo a Pavia, la cui famiglia ebbe un ruolo di primo piano nella nascita della maiolica torinese e lodigiana. All’interno di questo panorama, dove stili e produzioni diverse si incontravano, influenzandosi a vicenda, si distingue la produzione degli Africa, famiglia di pittori maiolicari attivi tra la seconda metà del Seicento e i primi decenni del Settecento e che lavorarono per le maggiori manifatture cittadine quali gli Imbres e i Rampini. Ricordiamo in particolare Siro Antonio Africa (1663- 1735 circa) e il nipote Siro Domenico Africa, autori di opere conservate in numeri musei europei, nelle quali paesaggi naturali si fondono con statue e fantasiose rovine classiche, evocando così le stravaganti scenografie del palcoscenico barocco. Del tutto diversa fu, sempre negli stessi anni, la produzione di Antonio Maria Cuzio (1635- 1699), un chierico e protonotario del vescovo che si dilettava di ceramica, tanto che, tra il 1677 e il 1694, produsse numerosi grandi piatti “da parata” in ceramica ingobbiata e invetriata marrone dedicandoli a membri della famiglia o amici. Gran parte delle fornaci si trovavano in prossimità del fiume, come la manifattura dei Guangiroli presso Santa Maria in Betlem o quella dei fratelli Cantù in via Porta Pertusi. Nei primi decenni del XIX secolo la diffusione di nuovi prodotti, quali le terraglie di tipo inglese, e la concorrenza di altri centri manifatturieri misero in crisi la produzione pavese, tanto che negli ultimi decenni del secolo terminò l’attività di tutte le fornaci cittadine. Rara testimonianza della maiolica pavese ottocentesca sono le vivaci e popolari numerose lapidi di maiolica, tutte risalenti alla prima metà del XIX secolo, conservate presso il cimitero monumentale e destinate alle sepolture di tutti coloro che non potevano permettersi più costose lapidi marmoree. 

## Fabbriche

### Guangiroli
Intorno alla seconda metà del XVII secolo i Guangiroli erano proprietari di una fornace situata in Borgo davanti alla chiesa di Santa Maria in Betlem nella quale, oltre alle maioliche, erano prodotti anche laterizi. Nel 1731 Angelo Maria Guangiroli prese in affitto un mulino sulla Vernavola posto presso la chiesa di San Pietro in Verzolo per macinare i colori destinati alle maioliche. Nel 1778 la gestione della fornace (che accanto alle maioliche continuava a produrre laterizi) passò al nipote Giuseppe Maria che diede nuovo impulso alla produzione, acquistando, nel 1809, anche la fornace, posta in via Porta Pertusi, di Giuseppe Martinelli. Nel 1857 Luigia Guangiroli, ultima erede della famiglia, cede la due fornaci, facendo così cessare la produzione, mentre continua l’attività di commercio di maioliche e stoviglie importate dall’estero.

### Cantù
Nel 1735 i fratelli Mauro e Siro Cantù acquistarono la fornace, posta in via Porta Pertusi, di Carlo Pessina. La produzione dei fratelli Cantù raggiunge elevati livelli qualitativi, soprattutto nel decoro “alla Rouen” in monocromia azzurra. Le loro maioliche presentano, come firma, il monogramma FC con le lettere intrecciate, sormontate da una “omega” in colore azzurro.

### Martinelli
La fornace dei Martinelli era già documentata nel 1748, ma nel 1774 Francesco Martinelli produsse maioliche insieme a un socio, un certo Angelo Maria Erba. Nel 1785 Francesco Martinelli riscattò completamente dall’Erba l’impianto. Nel 1799, insieme alle maioliche, produsse anche vetri. Morì nel 1802, lasciando la fornace in eredità al nipote Giuseppe Martinelli. Nel 1809 Giuseppe, che nel frattempo aveva proseguito anche la produzione del vetro, cedette la fornace e cessò l’attività.

## Galleria d'immagini

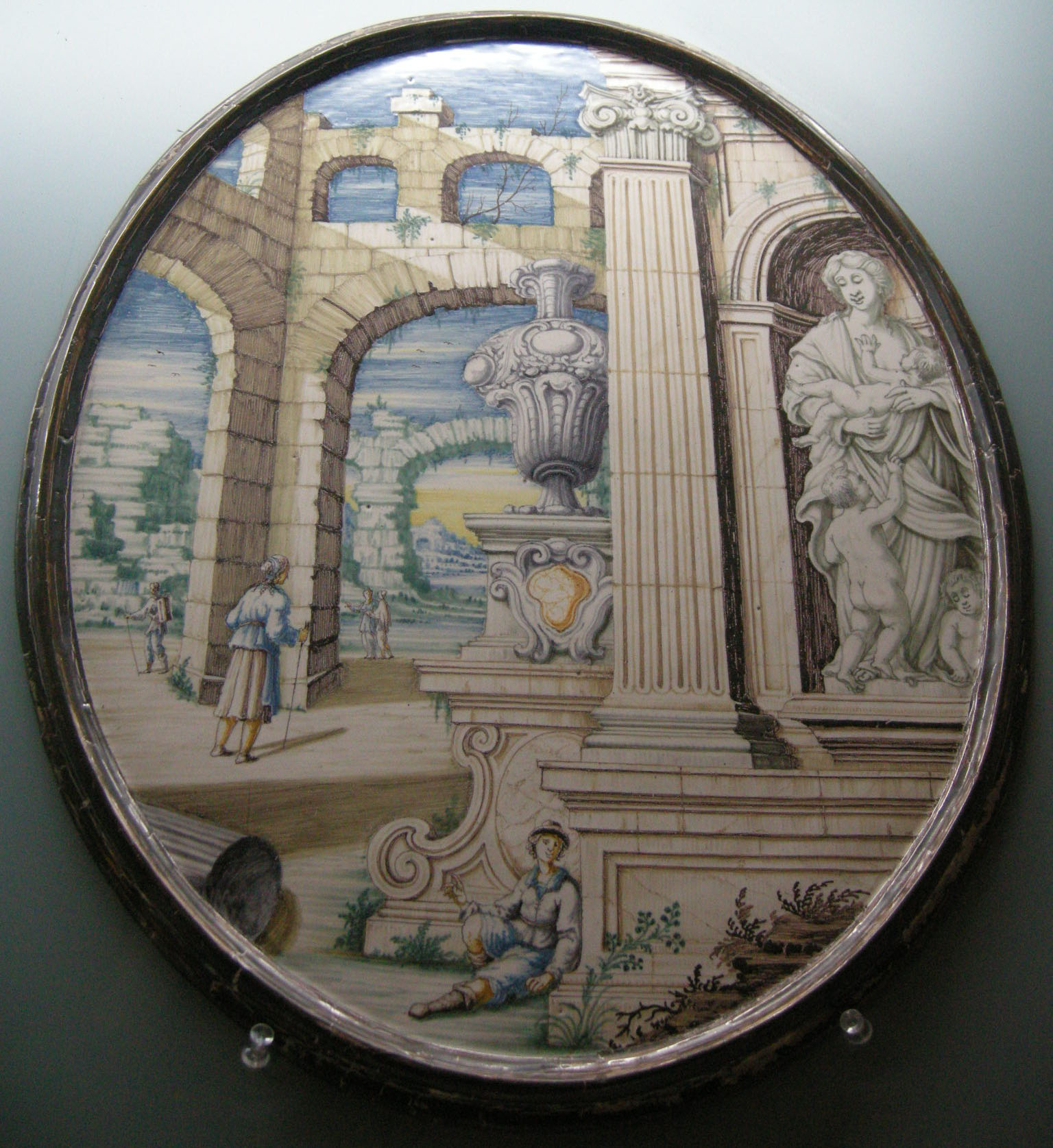
Piastra ellittica, attribuita ad Antonio Siro Africa.
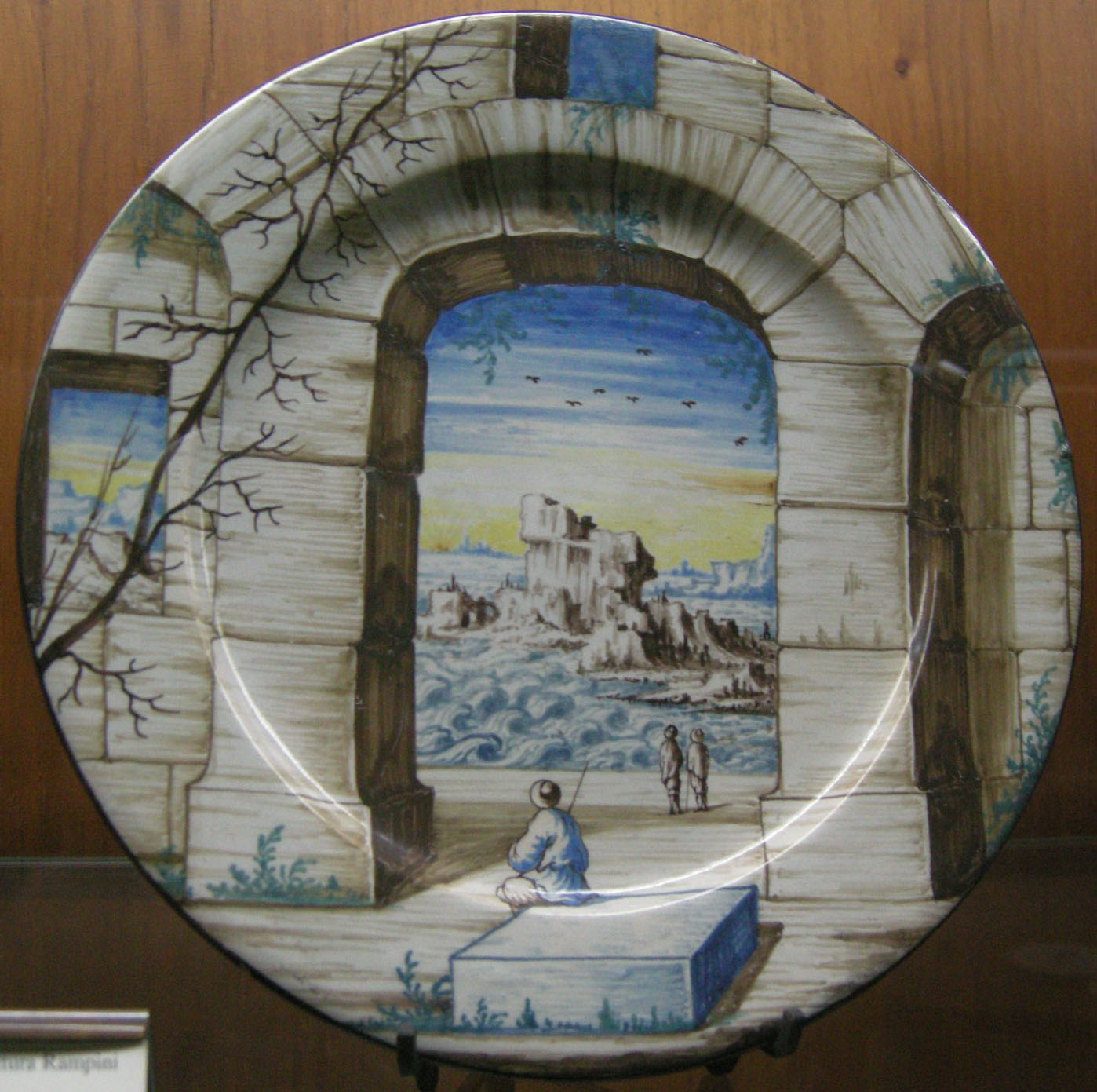
Piatto, attribuito ad Antonio Siro Africa, 1675-1710 circa.
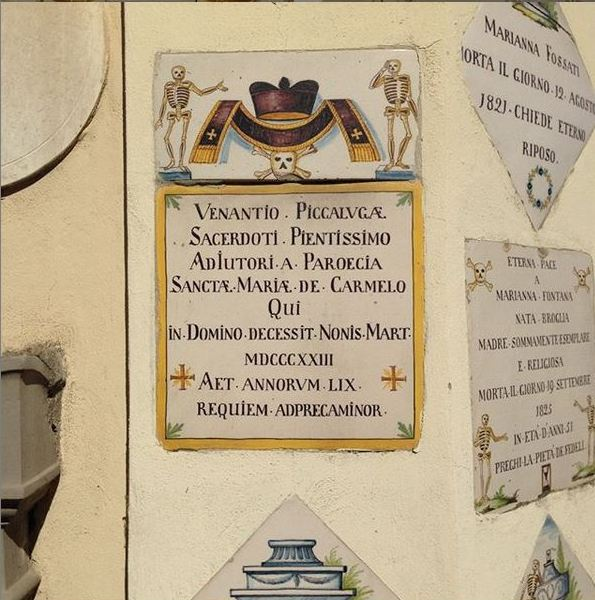
Lastra tombale, Pavia, cimitero monumentale.
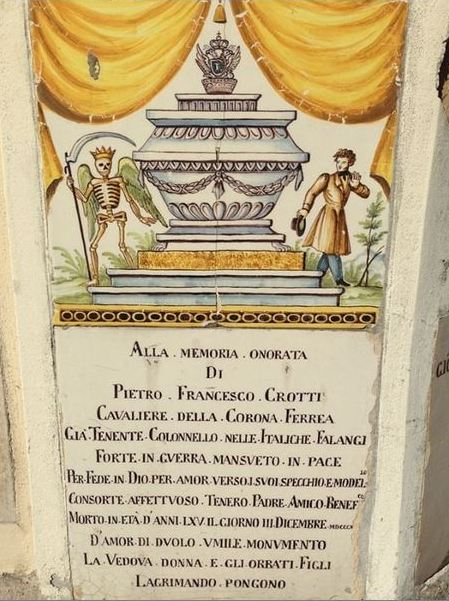
Lastra tombale, Pavia cimitero monumentale.
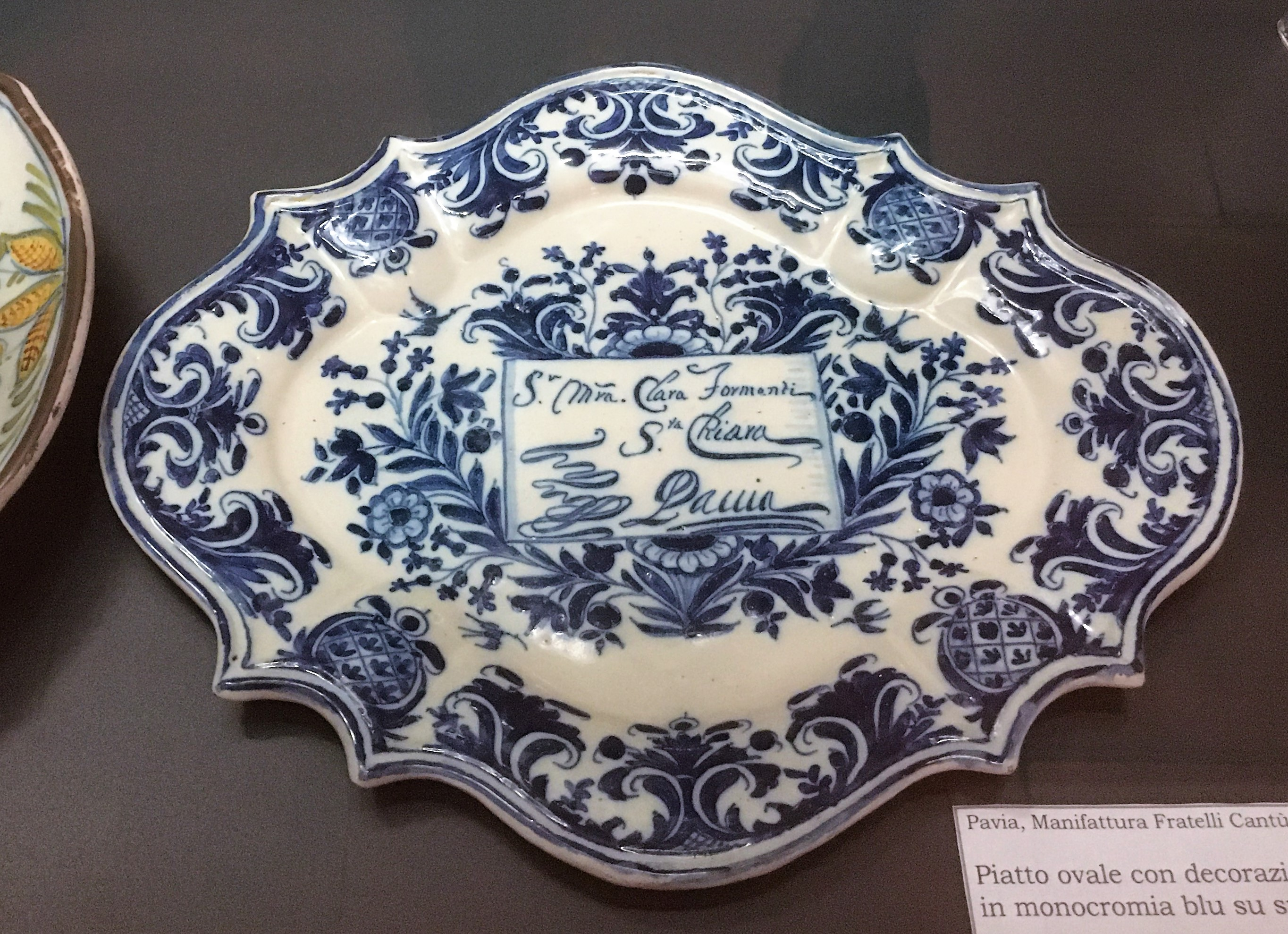
Vassoio (1735/40), manifattura Cantù, Pavia, Musei Civici
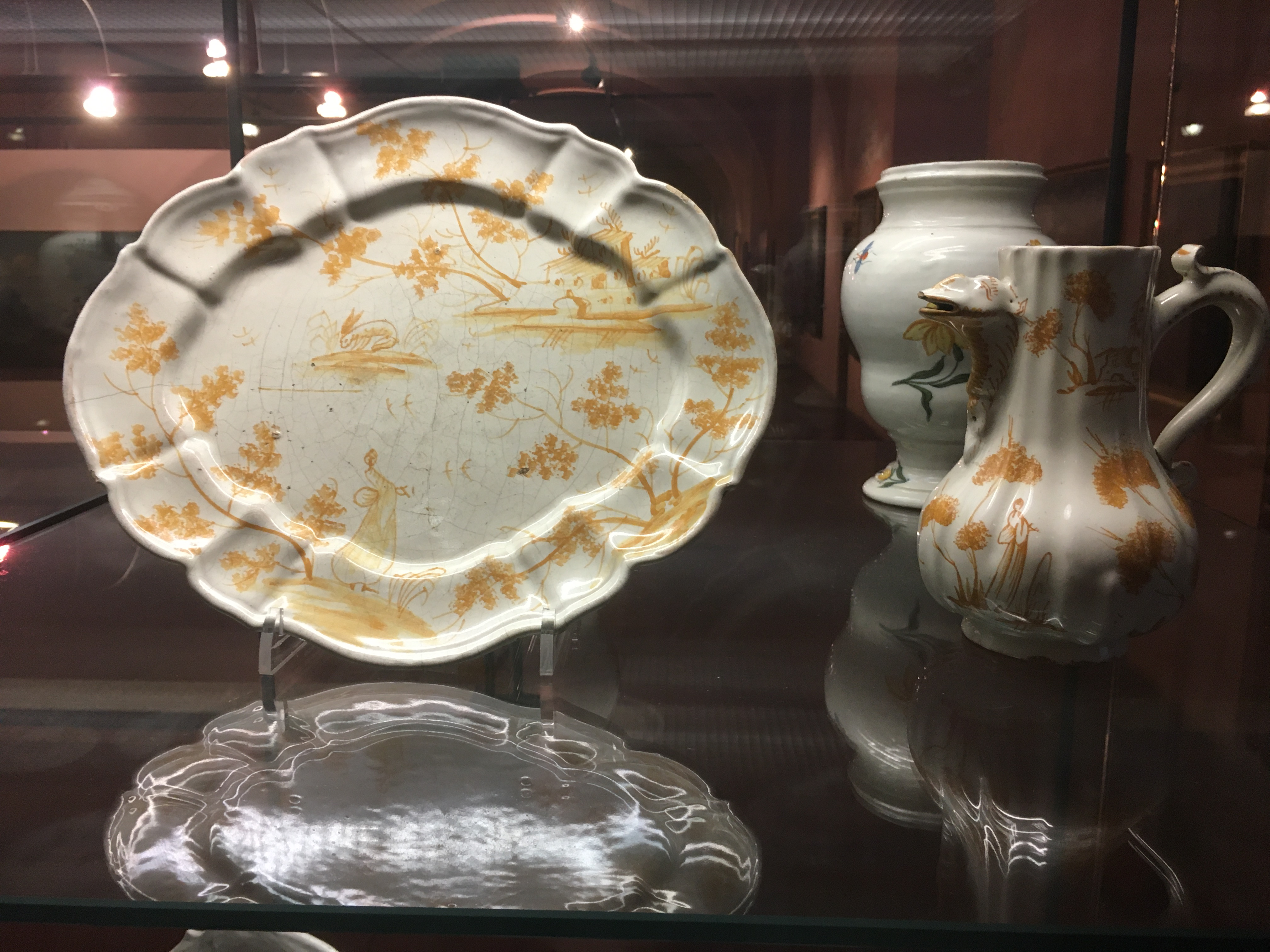
Vassoio e caffettiera, metà XVIII secolo, Pavia, Musei Civici
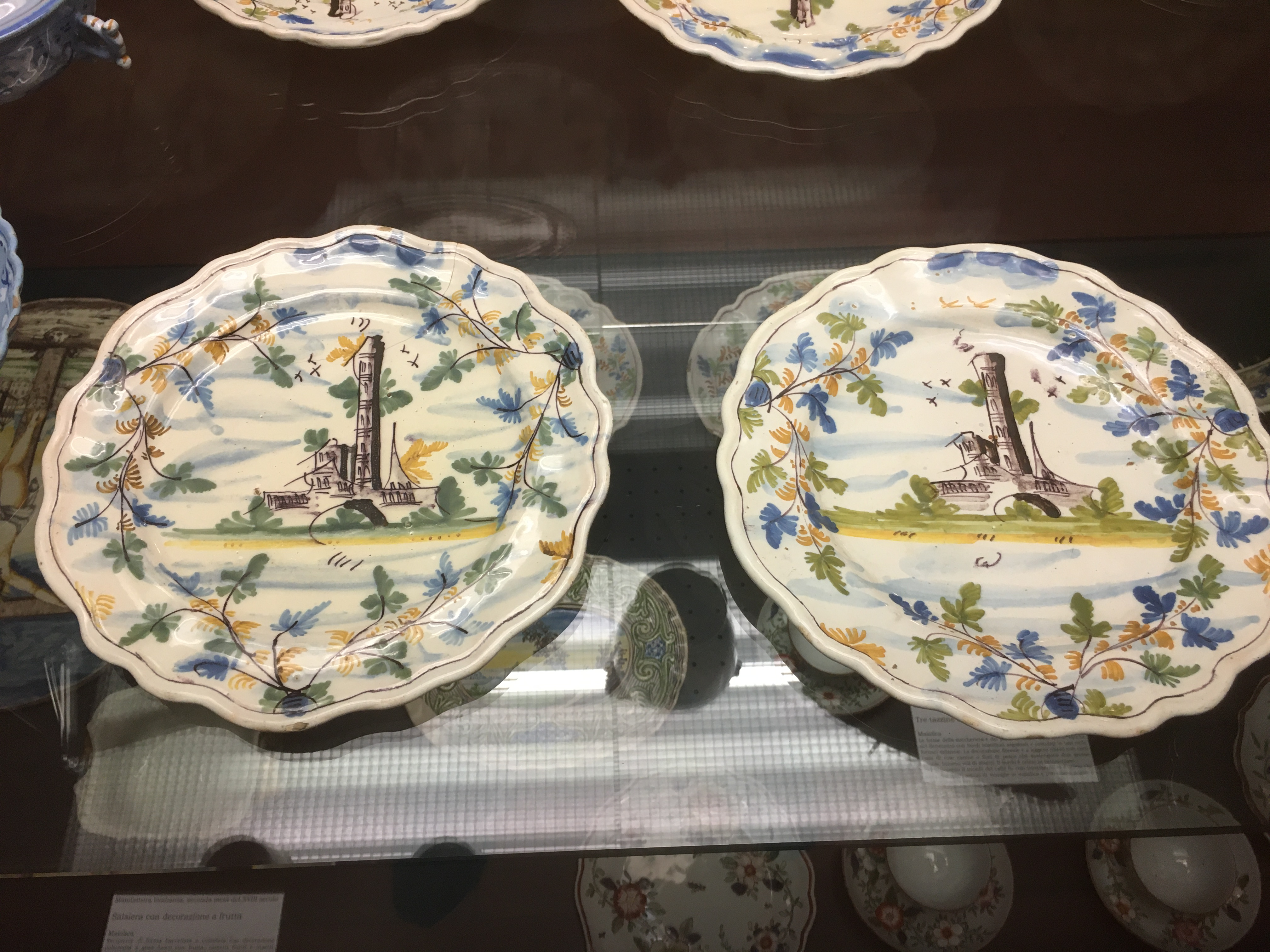
Piatti, metà XVIIII secolo, Pavia, Musei Civici.
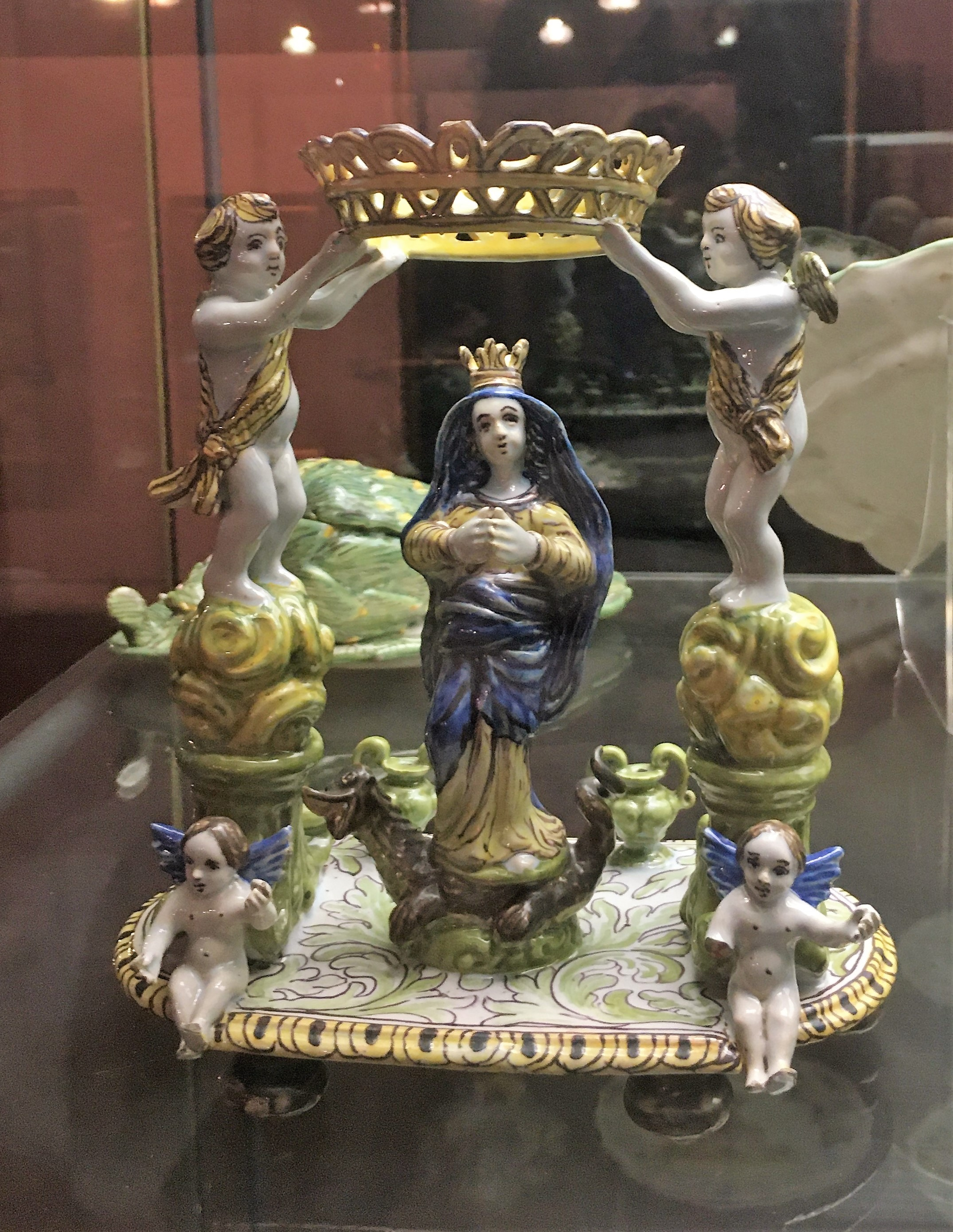
Altarino, prima metà del XVIII secolo, Pavia, Musei Civici
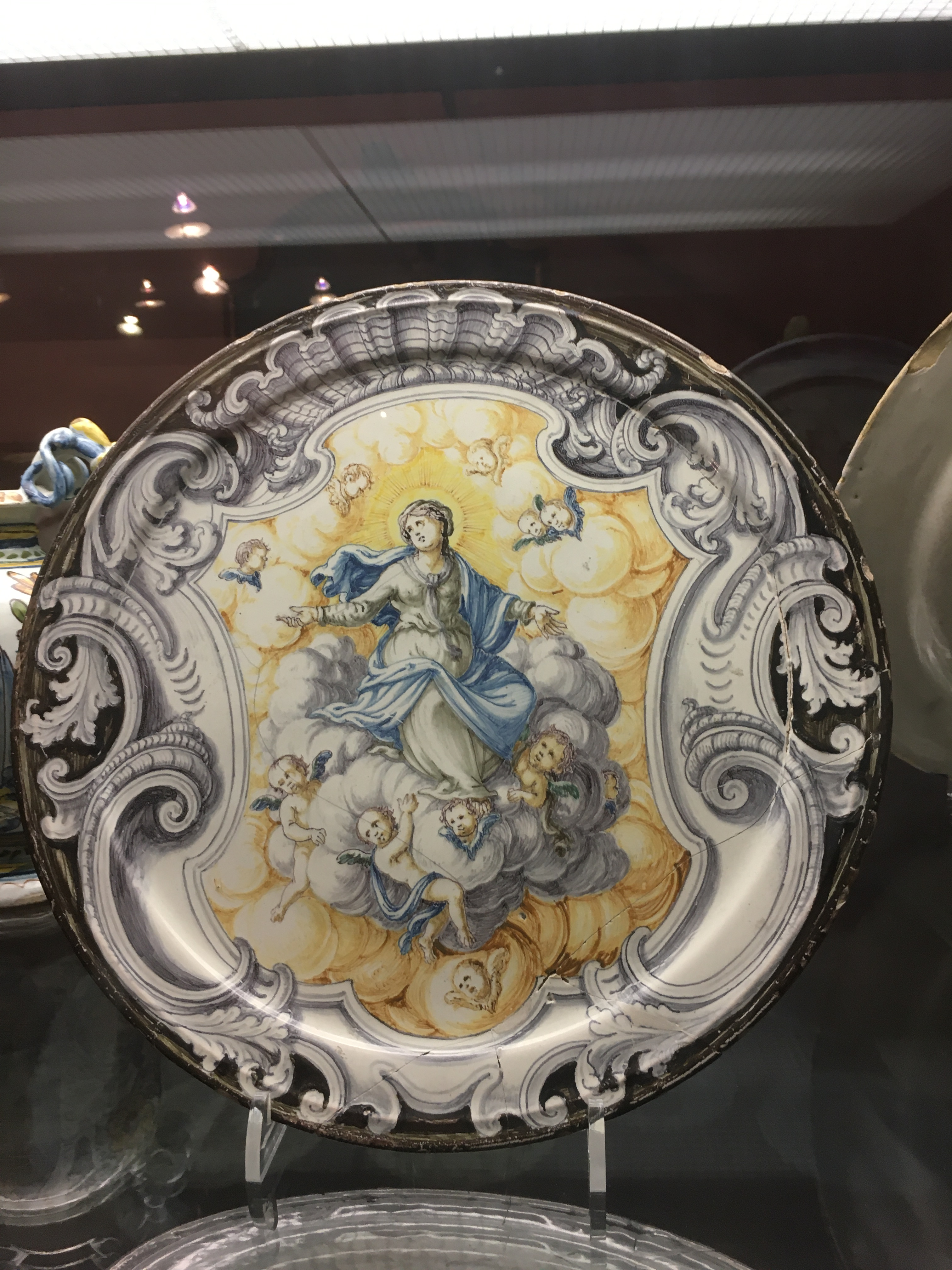
Piatto, fine XVII- inizi XVIII secolo, Pavia, Musei Civici